# Philippe Ebly
Philippe Ebly (n. 29 iulie 1920, Paris, Île-de-France, Franța – d. 1 martie 2014, Liège, Valonia, Belgia) a fost un scriitor belgian de literatură științifico-fantastică și de fantezie.

## Serii de romane

### Les Conquérants de l'Impossible
- The Road to Uruapan (Destination Uruapan, 1971, revizuit în 1995, Hachette)
- The One That Made It So Far (Celui qui revenait de loin, 1972, revizuit în 1993, Hachette)
- The Flash That Erased It All (L'éclair qui effaçait tout, 1972, revizuit în 2002, Degliame)
- The Year 2 Castaway (L'évadé de l'an II, 1973, revizuit în 2003, Degliame)
- Stealing The Black Diamond (Pour sauver le Diamant Noir, 1973, revizuit în 1995, Hachette)
- ... And Martians Welcomed Earthlings (... et les Martiens invitèrent les Hommes, 1974, Hachette)
- The Ship That Sailed Back through Time (La navire qui remontait le temps, 1974, revizuit în 1994, Hachette)
- The Town That Wouldn't Exist (La ville qui n'existait pas, 1975, revizuit în 2003, Degliame)
- The Invisible Shell (La voûte invisible, 1976, revizuit în 1996, Hachette; revizuit în 2002, Degliame)
- The Island That Came from Nowhere (L'île surgie de la mer, 1977, revizuit în 2003, Degliame)
- The Robot That Ran Away (Le robot qui vivait sa vie, 1978)
- The Da Vinci Rescue (SOS Léonard de Vinci, 1979, revizuit în 2003, Degliame)
- The Star shipwrecked (Le naufragé des étoiles, 1980)
- The Dawn of the Dinosaurs (Le matin des dinosaures, 1982, revizuit în 2004, Degliame)
- The Great Fear of 2117 (La Grande Peur de l'an 2117, 1983)
- 2159, the End of the Confusion (2159, la fin des temps troublés, 1985)
- The 2187's Outcasts (Les parias de l'an 2187, 1986)
- The Computer That Sowed Disorder (L'ordinateur qui semait le désordre, 1986, revizuit în 2004, Degliame)
- One Way Trip (Mission sans retour, 1996, revizuit în 2004, Degliame)
- The Aquarian Captive (Le prisonnier de l'eau, 2007, Temps Impossibles)
- The Dog That Mewed (Le chien qui miaulait, nepublicat)

### Les évadés du Temps
- The Three Gates (Les trois portes, 1977, Hachette, 2004, Degliame)
- The Wanderer from Beyond (Le voyageur de l'au-delà, 1978, Hachette; 2004, Degliame)
- Raiders of the Unknown (Volontaires pour l'inconnu, 1980, Hachette)
- A Brother Found Ages Ago (Un frère au fond des siècles, 1981, Hachette)
- Tiger Hunting in Correze (Chasse au tigre en Corrèze, 1983, Hachette)
- The Two-Headed Beast (Le monstre aux deux têtes, 1984, Hachette)
- Descent to the Unnamed Land (Descente au pays sans nom, 1985, Hachette)
- Going Nowhere (Objectif nulle part, 1986, Hachette)
- The Ten Days Skid (Les dix jours impossibles, 1988, Hachette)

## Edituri la care a publicat
- Edituri franceze 
  - Bibliothèque Verte (Hachette)
  - Les éditions Degliame
  - Temps Impossibles
- Edituri belgiene 
  - Les éditions Averbodes
  - Les éditions Luc Pire